# Tarvo Seeman

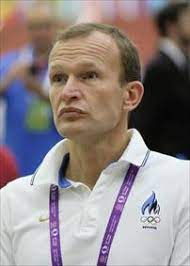
Tarvo Seeman

Tarvo Seeman (Vändra, 17 september 1969) is een Estische schaker met een FIDE-rating van 2408 in 2006 en FIDE-rating 2420 in 2016. Hij is, sinds 1998, een Internationaal Meester (IM). Tweemaal won hij het Schaakkampioenschap van Estland. 

## Individuele resultaten
Zijn eerste grote succes behaalde hij in 1986: tweede plaats in het Estische schaakkampioenschap voor junioren. In het nationale schaakkampioenschap van Estland  won hij 2 gouden medailles (1998, 2006) en drie bronzen medailles (2001, 2009, 2014). Drie maal was hij kampioen van Estland  in rapidschaak (2000, 2002, 2009).
Ook in mei 2005 speelde hij mee in het toernooi om het kampioenschap van Estland dat in Tallinn gespeeld werd. Hij eindigde met 4.5 uit 9 op de zesde plaats. 

## Resultaten in nationale teams
Tarvo Seeman speelde voor Estland in Schaakolympiades:
- In 1998, reservebord in de 33e Schaakolympiade in Elista (+2, =2, -4);
- In 2004, tweede reservebord in de 36e Schaakolympiade in Calvià (+2, =3, -3);
- In 2006, reservebord in de 37e Schaakolympiade  in Turijn (+3, =2, -2);
- In 2010, reservebord in de 39e Schaakolympiade in Chanty-Mansiejsk (+1, =2, -1);
- In 2014, bord 2 in de 41e Schaakolympiade in Tromsø (+9, =1, -1);
- In 2016, bord 3 in de 42e Schaakolympiade in Bakoe (+3, =2, -3).

Tarvo Seeman speelde voor Estland  in het  Europees schaakkampioenschap voor landenteams:
- In 2003, bord 3 in Plovdiv (+1, =2, -4);
- In 2005, bord 4 in Gotenburg (+2, =4, -3).

## Externe koppelingen
- (en)   Informatie over schaakpartijen van Tarvo Seeman op ChessGames.com
- (en)   Informatie over schaakpartijen van Tarvo Seeman op 365chess.com
- (en)  FIDE-ratinggegevens voor Tarvo Seeman